# 鴻池朋子
鴻池朋子（こうのいけ ともこ、1960年- ）は、日本のアーティスト。

## 来歴
秋田県生まれ。埼玉県在住。秋田県立秋田南高等学校を経て、1985年東京芸術大学美術学部日本画専攻卒業後、玩具、雑貨、家具のデザインに携わる。1998年より絵画、彫刻、パフォーマンス、アニメーション、絵本、手芸などの様々なメディアを用いて、『どうぶつのことば』（人間の言語習得以前の言葉）を探る。視覚優先のアートを解体し、さまざまな身体を持つ人々との制作や鑑賞を重ね、移動し変化を重ねながら、地形や場と共に制作を続け、おとぎ話、人類学、生物学、工学、物理学、人間学／動物学、考古学、などとも学際的に協力し、エネルギーと芸術の問い直しを試みている。
2015年から2016年にかけての個展「根源的暴力」では芸術の始まりに立ち戻って、人間のものづくりすべてをアートとして言及し、2017年、第67回芸術選奨文部科学大臣賞を受賞。
2018年、個展「ハンターギャザラー」（秋田県立近代美術館）では、東北と北海道で害獣駆除される動物の毛皮を画材とし、ユーラシアや北アメリカ大陸とつながる道の広がり、経済と文化のグローバリズムの“原型”となる「狩猟採集」の再編成を試みた。
2014年からは人々の物語を聞き取りし現地の参加者と手芸で縫い上げる「物語るテーブルランナー」プロジェクトを国内外で行い、これまで300点以上の作品が制作されている。
2019年瀬戸内国際芸術祭では、昭和8年（1933年）に国立療養所大島青松園の青年の患者たちによって掘られた1.5キロの山の散策路を『リングワンデルング』として復活。2022年にはそこから崖下30mの浜に降りる『逃走階段』が木と石で組まれ現在も進行中である。
2020年個展「ちゅうがえり」アーティゾン美術館にて毎日芸術賞受賞。
2022年高松市美術館から個展『みる誕生』がスタート。静岡県立美術館、2023年青森県立美術館へと続く。これまでの巡回展方式をやめ、経年変化し移動した土地によって変化重ねる“リレー展”を試みる。高松市美術館においては、美術館の収蔵品60点、熊本の国立療養所菊池恵楓園の絵画クラブ金陽会の絵画100点、さらに『物語るテーブルランナー』の制作者200人超を加えて、「個展」には作家の他に300人以上の制作者／著者による作品が展示された。これにより近現代がつくり上げた個、作者、著作権、という概念にも揺さぶりをかけている。
2023年紫綬褒章受章。

## 主な個展
2022　「みる誕生」 高松市美術館、静岡県立美術館～2023.1月
2020　「ちゅうがえり」 アーティゾン美術館
2018　「ハンターギャザラー」 秋田県立近代美術館
　　　  「毛皮物語 : FUR STORY」 リーズ芸術大学 /リーズ
2015　「根源的暴力」 神奈川県民ホールギャラリー、群馬県立近代美術館、新潟県立万代島美術館
2013　「Tomoko Konoike」 Gallery Wendi Norris/サンフランシスコ
　　　  「美術館ロッジ」 森吉神社避難小屋　森吉山 
2012   「東北を開く神話　第１章」秋田県立美術館
2011   「獣の皮を被り　草の編み物」GALLERY HYUNDAI / ソウル　
2009   「インタートラベラー　神話と遊ぶ人」東京オペラシティアートギャラリー、鹿児島県霧島アートの森美術館「
2008   「隠れマウンテン&ザ・ロッジ」ミヅマアートギャラリー
2006   「第０章」大原美術館
2003   「六感の森」アクシスギャラリー （キュレーション）

## 主なグループ展
2023　第10回子ども絵画展「人間いがいのもの、人間がつくったものいがいのもの」市原湖畔美術館　
2022　「Storymakers in Contemporary Japanese Art 」国際交流基金シドニー
　　　  「seven/seven」ファーガス・マカフリーTokyo
2021　「物語るテーブルランナー／The Travel Dialogue Form」Glasgow International
2020   「古典×現代2020―時空を超える日本のアート」国立新美術館
2019   「ここの出来事」鞆の津ミュージアム
　　　  「表現の生態系　世界との関係をつくりかえる」アーツ前橋
2018　「ルドン―ひらかれた夢：幻想の世紀末から現代へ」ポーラ美術館 
　　　  「鴻池　朋子｜ニンケ・コスター　Dialogue」　GALLERY MoMo六本木
　　　  「ECHOES FROM THE PAST /The Artists’Kalevala」, Kareva Art museum, Finland
2017   「Japan−Spirits of Nature」The Nordic Watercolor Museum
　　　  「奥能登国際芸術祭2017」
　　　  「THE ドラえもん展 TOKYO 2017」森アーツセンターギャラリー - 「しずかちゃんの洞窟（へや）」
2016　「Nous」金沢２１世紀美術館
　　　  「Temporal Turn：Art and Speculation in Contemporary Asia」Spencer Museum of Art,カンザス大学自然史博物館 
　　　  「物語るテーブルランナー in Tasmania」University of Tasmania , Frangipani Fabrics
2011　「ミミオ図書館」石巻市図書館、船引町仮設住宅、鮎川浜仮設住宅 / 宮城
2010　「第七回釜山ビエンナーレLiving in Evolution」釜山市立美術館 / 釜山、韓国
2009　「Kami.Silence-Action」ドレスデン美術館 /ドイツ
2008　「第三回広州トリエンナーレ　ポスト植民地主義への決別」広東美術館 
2007　「The Geopolitics if the Animation」The Centro Andaluz de Arte Contemporaneo , Museo de Arte Contemporanea de Vigo
　　　  「美麗新世界：当代日本視覚文化」Guangdong Museum of Art
　　　  「Linien」Nassauischer Kunstverein Wiesbaden, Germany 
2006　「Eyes and Curiosity from Tokyo」Chelouche Gallery, Tel Aviv  
　　　  「Rapt! - 20 contemporary artists from Japan」CCP, Melbourne
　　　  「THE SCARECROW」AVEROFF MUSEUM, Metsovo, Greece

## 主な上映
2009 「Art-anime screening」スタンフォード大学、スタンフォード、アメリカ
2006 「アニメーショニズム」アップリンクファクトリー、東京
　　　「VIVA Festival」国立ソフィア王妃芸術センター、マドリッド、スペイン／ケルン日本文化会館、ケルン、ドイツ
　　　「VIDEOFORMES」クレルモン=フェラン、フランス
　　　 MYTHOLOGIES CONTEMPORAINES  SAINT-GERVAIS MONT-BLANC

## 書籍
- 『ハンターギャザラー』羽鳥書店
- 『どうぶつのことば〜根源的暴力をこえて』羽鳥書店
- 『根源的暴力』羽鳥書店
- 『焚書　World of Wonder』絵本　羽鳥書店
- 『伏』挿絵　桜庭一樹 作　文藝春秋
- 『インタートラベラー　死者と遊ぶ人』羽鳥書店
- 『狐媚記』挿絵　澁澤龍彦 作　平凡社
- 『みみお』絵本 青幻舎

## 主なパブリックアート
- ミューザ川崎、神奈川
- 桐生市市民文化会館、群馬
- ワテラス 神田淡路町、東京
- さんぽーと港南、港区児童公益施設、東京
- ロッテワールド モール、韓国ソウル
- 港南こども中高生プラザ「プラリバ」港区児童公益施設、東京
- 長崎鼻リゾートキャンプ、大分県国東市